# گوپیکا پورنیما
گوپیکا پورنیما خواننده هندی است که بیشتر برای فیلم‌های تلوگو، تامیل و کانادایی می‌خواند. او با مسابقه خوانندگی پادوتا تیاگا محبوب شد. همسرش ملکرجون نیز خواننده و آهنگساز در صنعت فیلم تلوگو است.
گوپیکا در ویزیاناگارام به دنیا آمد و در حیدرآباد بزرگ شد.